# Aeromar
Ne doit pas être confondu avec Aeromar Airlines.

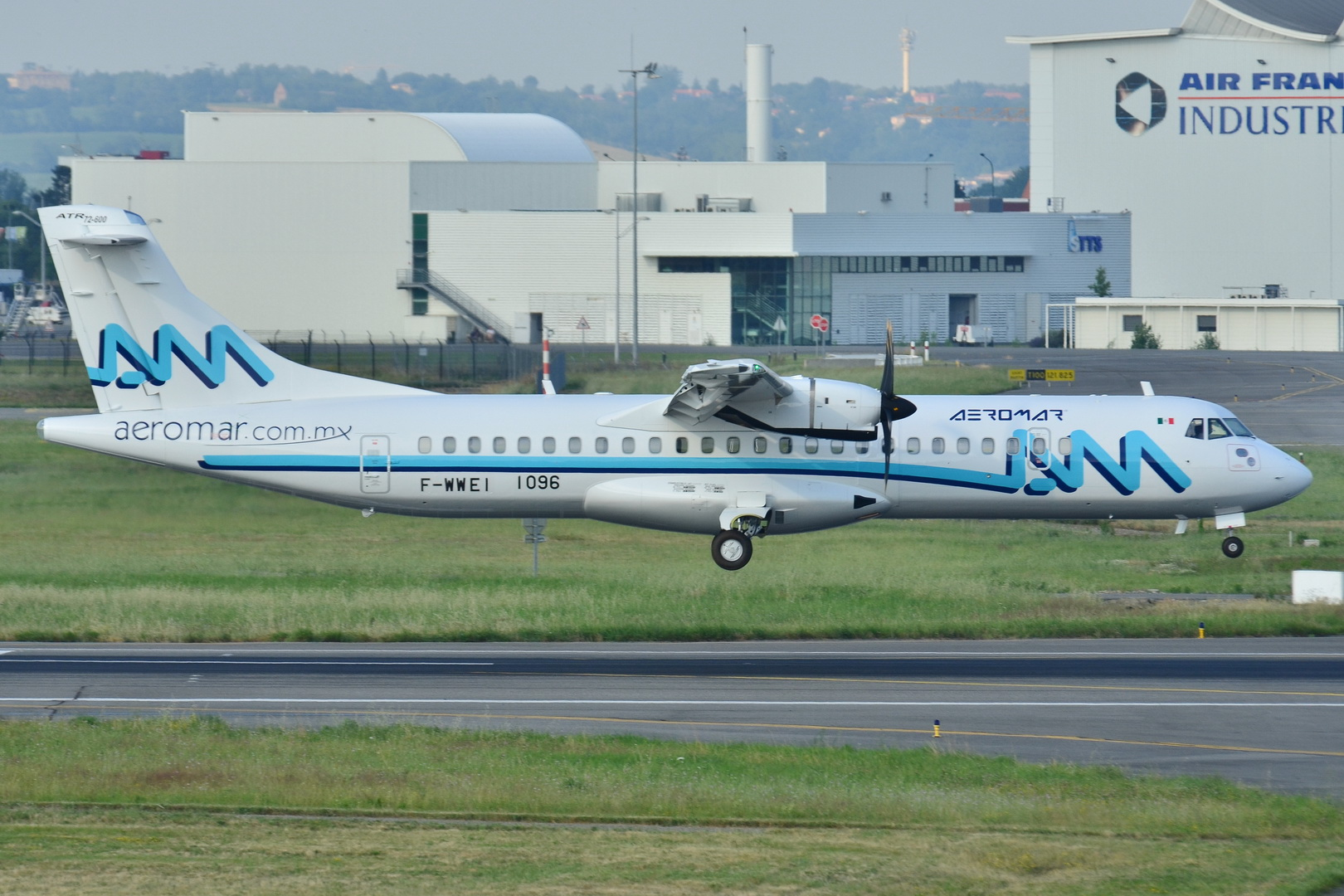

Transporte Aeromar, S.A. de C.V. (code AITA : VW ; code OACI : TAO), connue sous le nom commercial d'Aeromar est une compagnie aérienne du Mexique offrant des vols intérieurs et internationaux vers les États-Unis. 
Elle dessert notamment, à partir de Mexico : Ciudad Victoria, Huatulco, Lázaro Cárdenas, Manzanillo, Monterrey, Morelia, Poza Rica, Puerto Vallarta, Salina Cruz, San Luis Potosí et San Antonio (au Texas).

## Flotte

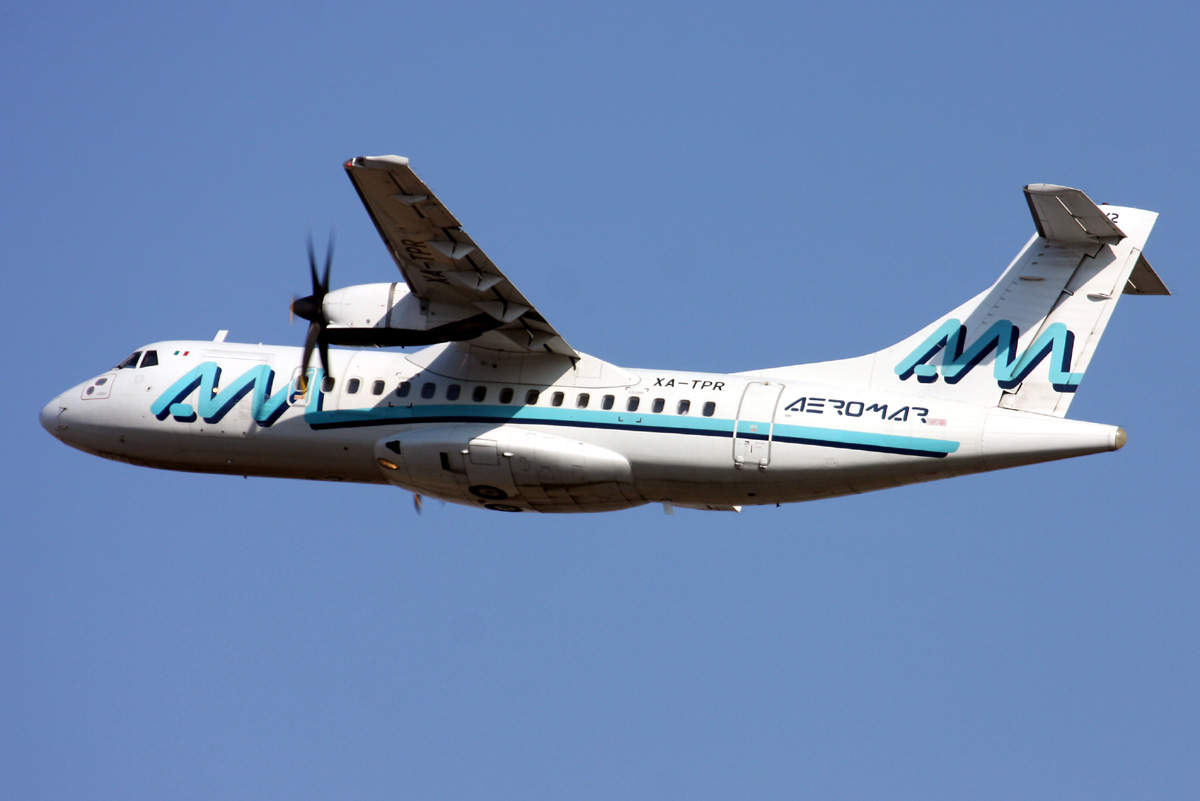
ATR 42-500 (XA-TPR)

En juin 2019, la flotte d'Aeromar est basée sur des avions ATR :
| Avion      | En service | Passagers | Notes |
| ---------- | ---------- | --------- | ----- |
| ATR 42-600 | 2          | 48        |       |
| ATR 72-600 | 7          | 68        |       |
| Total      | 9          |           |       |